# Стафєєв Микола Федорович
Стафєєв Микола Федорович (рос. Стафеев Николай Фёдорович; 24 квітня 1915 — 10 жовтня 2009) — радянський та український військовий та громадський діяч, почесний громадянин міста Одеса.
Народився 24 квітня 1915 року в селі Верхники Макар'євського району Костромської області.
Трудову діяльність розпочав у 15-річному віці в бригаді лісосплавщіков. Пізніше закінчив школу «Ліспромгозуч» в місті Макар'єві і працював в ліспромгоспі спочатку майстром, потім фахівцем з питань праці і нормування.
У жовтні 1937 року призваний в Червону Армію. Після закінчення Харківського військового училища в 1941 році отримав призначення в місто Борислав, де служив начальником політвідділу по комсомолу, молодшим політруком 30-ї легкої танкової бригади 32-ї важкої танкової дивізії.
У складі танкових і механізованих військ Південно-Західного і 3-го Українського фронтів пройшов всю війну. Перший бій прийняв 22 червня 1941 року за Рава-Руській на кордоні з Польщею, будучи заряджаючим в екіпажі танка Т-34 83-го танкового полку 32-ї важкої танкової дивізії. Надалі брав участь в обороні Києва, Львова. У складі 1-ї танкової бригади 21-ї армії брав участь у боях під Бєлгородом і за місто Штепівку в Сумській області. Брав участь у розгромі угруповання Манштейна під Сталінградом, визволяв Донбас, Запоріжжя, Миколаїв, Одесу, Молдову, Румунію, Болгарію, Югославію, Угорщину, Австрію. Пройшов шлях від політрука до інспектора політуправління 3-го Українського фронту по танковим і механізованим військам. Під час боїв за Красноармійськ в лютому 1943 року був важко поранений. Війну закінчив під Віднем в складі 18-го танкового корпусу в званні підполковника.
Після війни продовжив службу в армії. Служив на різних командно-політичних посадах, пройшов шлях від заступника командира полку до начальника політвідділу штабу і управління Північної групи військ у Польщі. У березні 1972 звільнився в запас у званні генерал-майора.
До 1986 року працював заступником голови правління Одеської обласної організації Українського товариства охорони пам'яток історії та культури і до 1996 року на громадських засадах був головою Одеської секції комітету ветеранів війни, членом президії якої був до смерті. Член Товариства болгаро-української дружби.
Нагороджений орденом Червоного Прапора, двома орденами Вітчизняної війни I ступеня, орденом Вітчизняної війни II ступеня, двома орденами Червоної Зірки, українським орденом Богдана Хмельницького III ступеня, болгарськими, румунськими та польськими орденами, багатьма медалями, в тому числі «За відвагу», «За бойові заслуги». Мав почесну грамоту Президії Верховної Ради УРСР. Почесний громадянин Одеси та болгарського міста Шумен.